# Bahnhofsviertel
Bahnhofsviertel (literalmente, «barrio de la estación de trenes») es un barrio de Fráncfort del Meno, Alemania que forma parte del Ortsbezirk Innenstadt I. Bahnhofsviertel fue urbanizado entre 1891 y 1915. Junto con el Westend, el Nordend y el Ostend, es uno de los barrios densos del centro de Fráncfort. Bahnhofsviertel es conocido por ser uno de los principales barrios de ocio y barrios rojos de Fráncfort (lo último especialmente alrededor de Taunusstrasse), junto con Alt-Sachsenhausen, situado al sur del río Meno.

## Geografía
Bahnhofsviertel es escasamente medio kilómetro cuadrado más grande que Altstadt, lo que lo hace el segundo barrio más pequeño de la ciudad. Casi con forma de trapecio, se sitúa entre el Alleenring al oeste, Mainzer Landstraße al norte y el Anlagenring al este. El río Meno forma un límite natural por el sur. Los barrios colindantes por el oeste son Gutleutviertel y Gallus alrededor de la Estación Central de Fráncfort del Meno, el Westend por el norte y el Innenstadt por el este. Por el sur, al otro lado del Meno, está Sachsenhausen.

## Historia

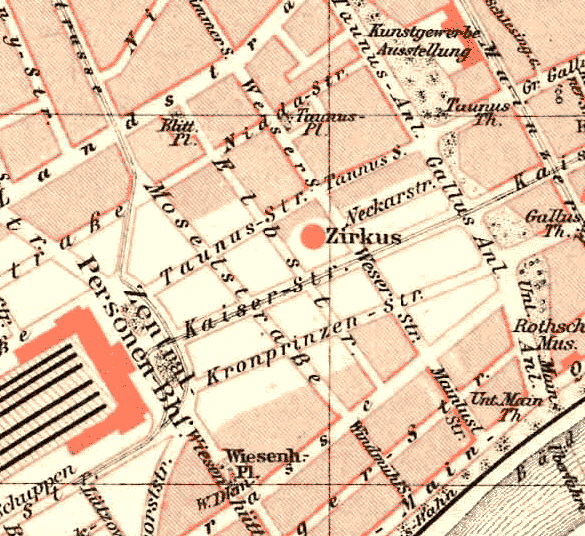
Bahnhofsviertel en 1893. La zona sin construir corresponde a los terrenos de las «estaciones occidentales» presentes allí hasta 1888. La nueva red viaria ya está finalizada.

A principios del siglo XIX, la zona situada entre las murallas de Fráncfort y el campo de la horca apenas había sido urbanizada. Solo se encontraban en esta zona algunas fincas agrícolas. Al situarse cerca de la horca de la ciudad y ser una zona sin protección fuera de las murallas, estuvo abandonada durante mucho tiempo. Al llegar la industrialización, las murallas y la horca fueron demolidas y sustituidas inicialmente con villas con grandes jardines. Los avances técnicos fueron especialmente notorios en el desarrollo de la zona.
Cuando en 1839 se construyó el Ferrocarril Taunus a la ciudad de Höchst, todavía parte del Ducado de Nassau, la Estación Taunus original (Taunusbahnhof) se construyó en el Anlagenring. Las vías de la estación atravesaban el actual Bahnhofsviertel. Posterirormente se añadieron a ella las estaciones de las líneas Main-Neckar y Main-Weser. Las llamadas «estaciones occidentales» estuvieron agrupadas en la zona hasta 1888, a partir de cuando fueron sustituidas por la nueva Estación Central de Fráncfort del Meno, situada unos quinientos metros más al oeste. Por tanto las vías del ferrocarril resultaron innecesarias, y en el año 1889 se realizó la parcelación de la zona. Dado que aún no había ninguna zona residencial significativa en 1891, la zona fue la sede central de la Exposición Internacional Electro-Técnica dirigida por Oskar von Miller.
En la Segunda Guerra Mundial el barrio no fue bombardeado tan intensamente como el centro histórico, pero no obstante muchos edificios fueron destruidos, especialmente en el norte. En el momento de la ocupación por las fuerzas armadas americanas, el barrio desarrolló una activa vida nocturna, y la presencia de soldados propició la aparición de innumerables burdeles.

## Infraestructura
Bahnhofsviertel está bien conectado al sistema de transporte público debido a su ubicación céntrica. La Estación Central, que bordea el barrio, ofrece conexión con los trenes regionales y de larga distancia. Dos líneas de tranvía (11 y 12) cruzan Bahnhofsviertel por Münchner Straße. También están cerca la estación Willy-Brandt-Platz del Metro de Fráncfort del Meno y la estación Taunusanlage del S-Bahn Rhein-Main. En la actualidad la principal arteria para el tráfico es Gutleutstraße, que conecta el barrio con la parte antigua de la ciudad.
Las calles están dispuestas en un plano hipodámico y hacen fácil la orientación. Las anchas calles este-oeste están construidas como bulevares y transmiten el encanto de una gran ciudad. Numerosos edificios del siglo XIX han sobrevivido a la Segunda Guerra Mundial, mientras que se han construido varios rascacielos en el barrio, entre los cuales los más conocidos son la Silberturm y el Gallileo en Jürgen-Ponto-Platz, Skyper y Gewerkschaftshaus en Wilhelm-Leuschner-Straße. El último fue construido en 1931, diseñado por Max Taut, y fue entonces el edificio más alto de la ciudad. El hotel más conocido de los muchos que hay en Bahnhofsviertel es el InterContinental, también en Wilhelm-Leuschner-Straße.
No hay grandes parques pero en el sur del barrio está la orilla del Meno, una de las zonas verdes más populares de Fráncfort. En 1860 se rellenó una rama cenagosa del Meno, el Kleine Main, y la isla Mainlust se conectó a la orilla. En este terreno Sebastian Rinz, el jardinero de la ciudad, realizó una zona verde con vegetación mediterránea que fue pronto llamada Nizza en el lenguaje común. Las familias de Fráncfort Guaita y Loeen ya tuvieron desde el siglo XVII grandes grandes jardines paisajistas en esta zona del río favorecida climáticamente, al oeste de las antiguas murallas.

## Vida nocturna
El barrio rojo ocupa una pequeña parte de Bahnhofsviertel que está concentrada principalmente a lo largo de Taunusstraße y en algunas de sus calles laterales.

## Economía
Air China y Syrian Arab Airlines tienen sus oficinas de Fráncfort en un edificio de Banhofsviertel. Otras aerolíneas que tienen sus oficinas de Fráncfort en Banhofsviertel son Aeroflot, China Airlines e Iran Air.

## Galería de imágenes

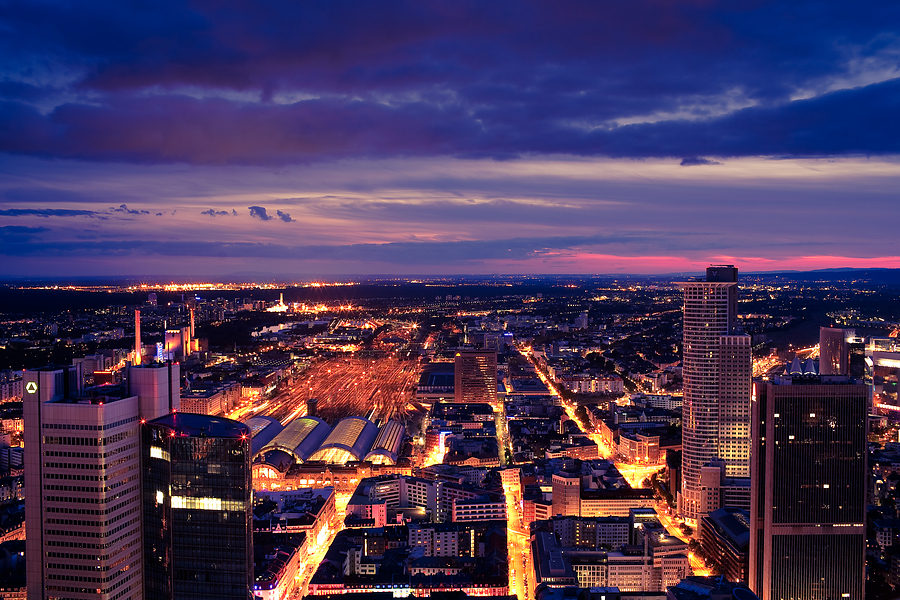
Bahnhofsviertel visto desde la Main Tower.
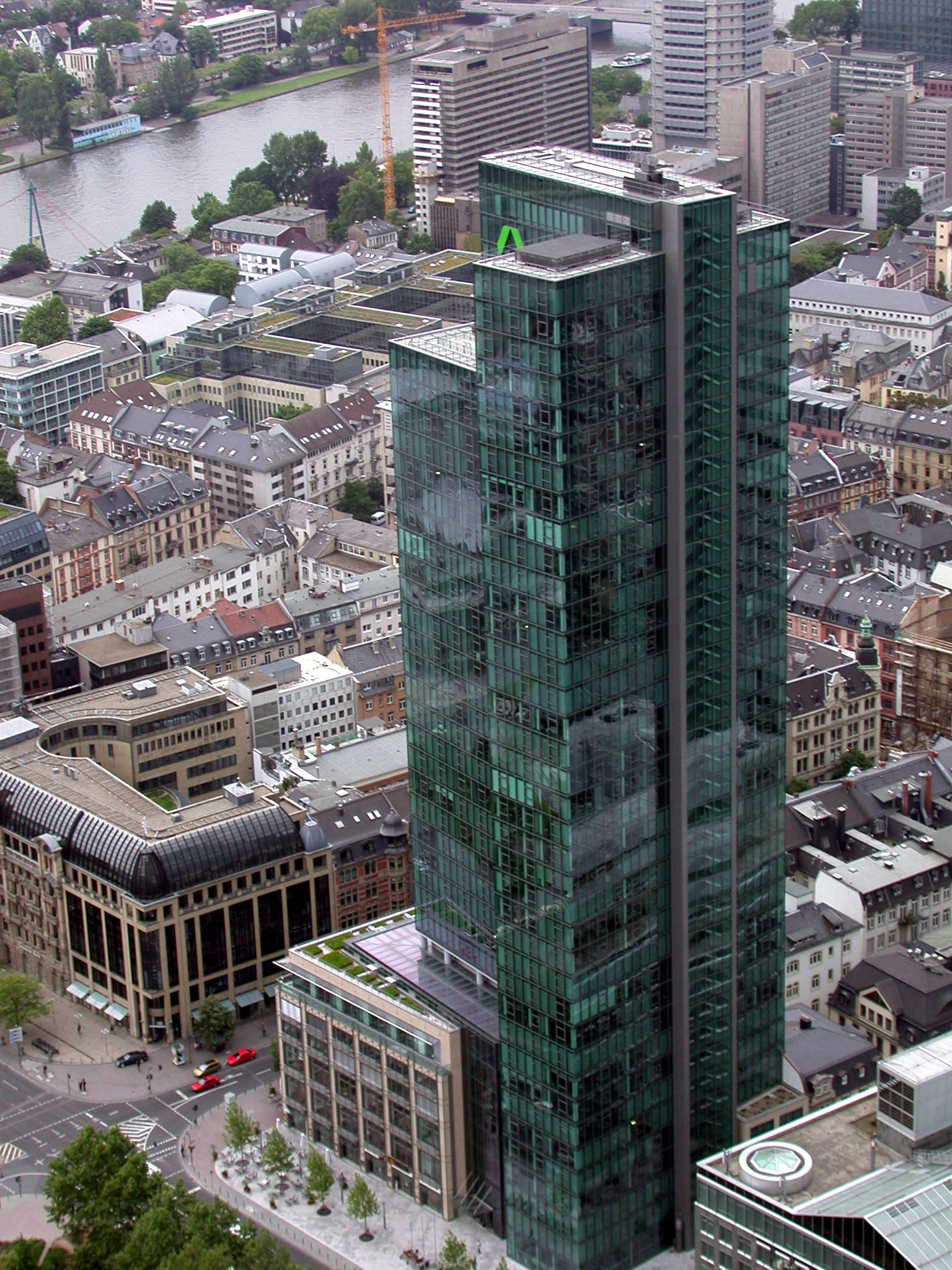
Vista de pájaro de Bahnhofsviertel.
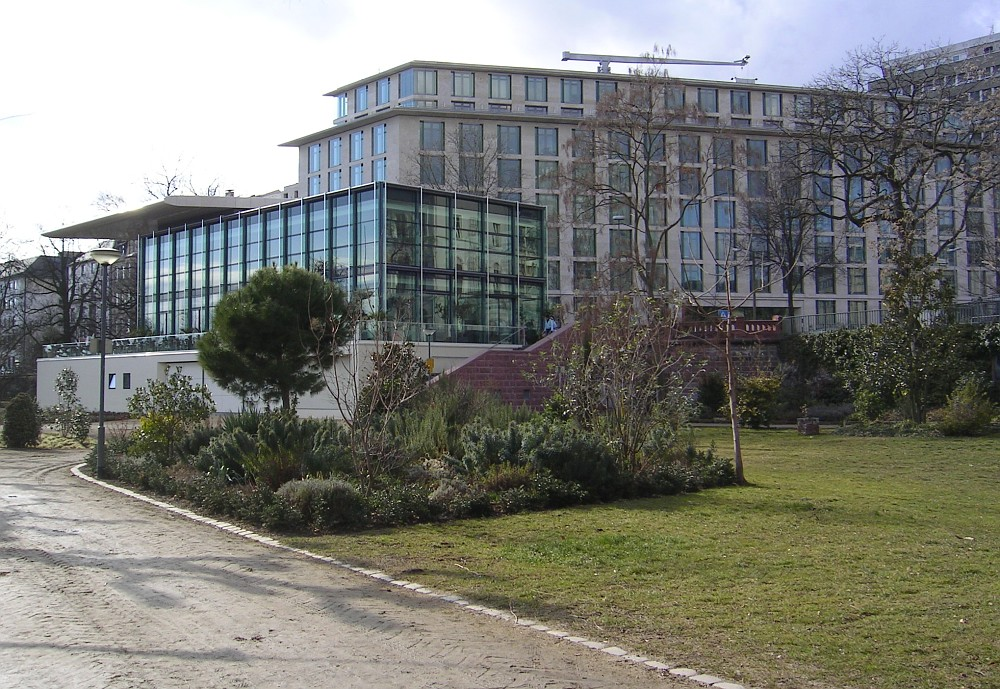
El Nizza en las orillas del Meno.
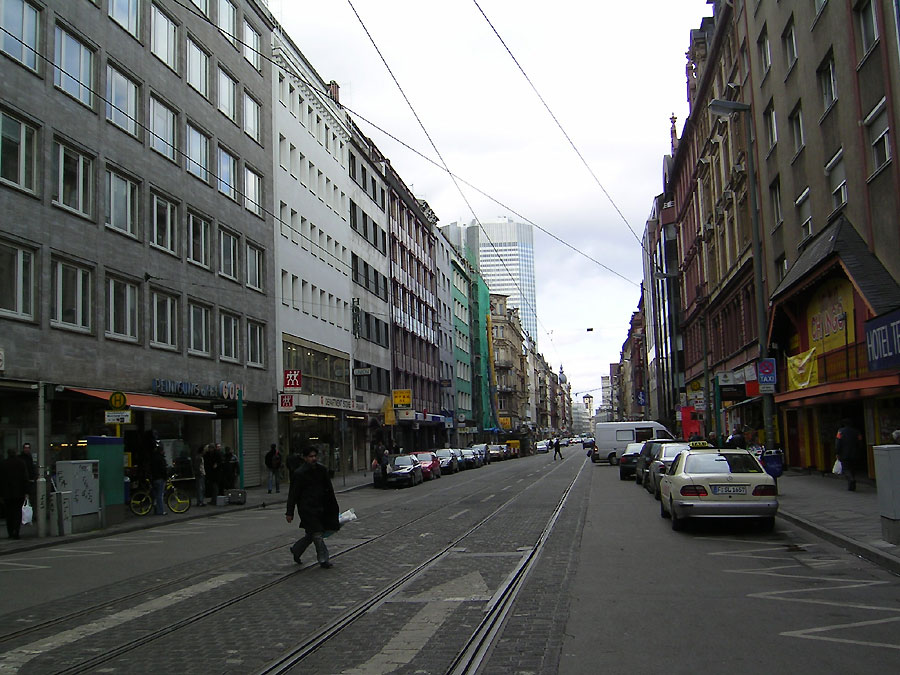
Münchener Straße, vista en dirección a la Willy-Brandt-Platz.
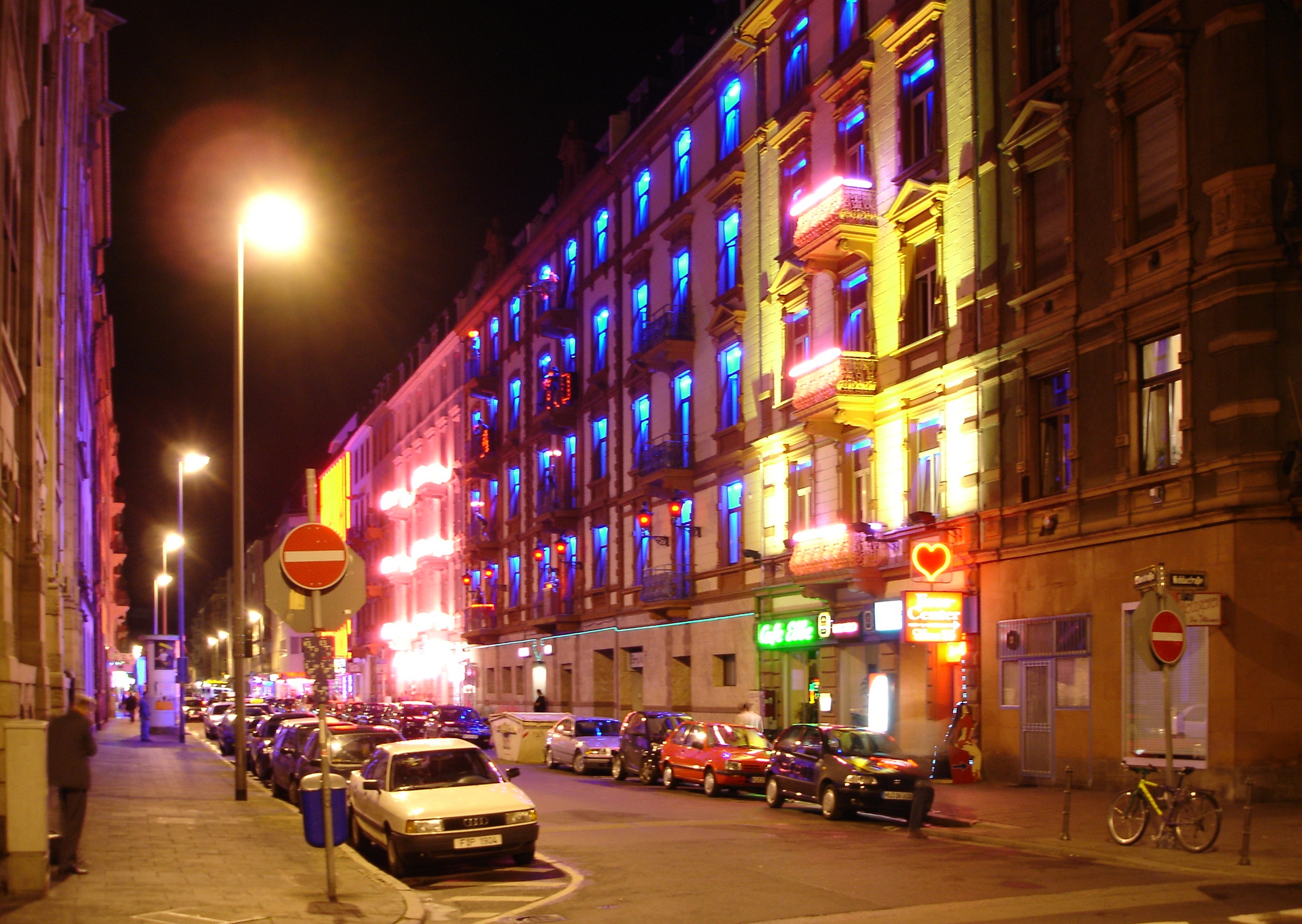
El barrio rojo de Fráncfort por la noche.